# Selección femenina de fútbol de Argentina
La selección femenina de fútbol de Argentina es el equipo conformado por jugadoras de nacionalidad argentina representativo de dicho país a través de la Asociación del Fútbol Argentino (AFA) en las competiciones oficiales organizadas por la Confederación Sudamericana de Fútbol (Conmebol), ente rector de ese deporte en América del Sur, y por la Federación Internacional de Fútbol Asociación (FIFA).

## Historia
Antes de 1991 existieron los primeros mundiales femeninos, pero no son oficiales. La Selección Femenina de Fútbol de Argentina fue recordada por su participación en el segundo Mundial, que se celebró en México en 1971, donde el 21 de agosto venció 4 a 1 a Inglaterra en el Estadio Azteca ante 110.000 personas. El 21 de agosto se propuso como fecha para festejar en Argentina el día de la futbolista en recordatorio del plantel que jugó ese partido. Los cuatro goles fueron convertidos por Elba Selva.
Argentina participó en la Copa Mundial Femenina de Fútbol en cuatro ocasiones (2003, 2007, 2019 y 2023), siendo eliminada en primera ronda en las cuatro ediciones. A pesar de ello, es considerado un desempeño positivo ya que desde la creación de la copa mundial en 1991 nunca se había clasificado para disputarlas, siendo después del conjunto brasileño la segunda selección sudamericana en tener historia en la máxima competencia mundialista. 
En la edición de 2019 se ganaron el apodo de "las guerreras" o "heroínas" debido a que en el tercer partido de fase de grupos contra Escocia la albiceleste necesitaba una victoria para seguir en la competencia debido a sus anteriores resultados contra Japón (empate 0-0) e Inglaterra (derrota 1-0), la selección comenzó perdiendo por 3-0 y lograron una remontada histórica de 20 minutos para empatar 3-3 a partir del minuto 70'(25 ST') con goles de Lee Alexander en contra, Milagros Menéndez y Florencia Bonsegundo (de penal). Quedó tercera y luego de varios días de espera, debido a que necesitaba resultados de distintos rivales para seguir en la competencia, el sueño argentino terminó luego de una agónica victoria de Camerún sobre Nueva Zelanda, quedando en el penúltimo lugar de mejores terceros.
El 26 de noviembre de 2006, se consagró por primera vez campeón del Sudamericano Femenino derrotando a Brasil por 2-0, de esta manera destrona al conjunto Verde amárelo que había sido la única ganadora de los campeonatos disputados desde la creación de la competencia. Este título conseguido es el más importante de la historia del seleccionado; además, es el único combinado además de Brasil que logró salir campeón al menos una vez de la Copa América. También es el conjunto que más subcampeonatos logró, en tres ocasiones (1995, 1998 y 2003).
Con el título de 2006 Argentina se clasificó a los Juegos Olímpicos de Pekín 2008. Siendo esta su primera participación y segunda de un equipo sudamericano luego de Brasil.
Después de un notorio bajón a partir de 2010, donde no logró clasificarse para la Copa del Mundo ni los Juegos Olímpicos, y haciendo una pobre actuación en los Juegos Panamericanos 2011, el equipo volvió a jugar en los Juegos Suramericanos de 2014, perdiendo 1-0 el primer partido contra Chile, aunque se repuso goleando 4-0 a Bolivia y avanzó a las semifinales en donde lograron un triunfo ante Brasil en los penales después de un empate 0-0. Al final, el equipo ganó la medalla de oro al derrotar por 2-1 a Chile, por lo que el equipo argentino volvió a alzarse con un torneo después de muchos años.

## Rivalidad
La rivalidad futbolística entre Argentina y Brasil no se puede comparar con la de los hombres, dadas las grandes diferencias entre las jugadoras de ambos países, ya que Brasil tiene jugadoras establecidas en clubes de Europa (su liga profesional solamente fue creada en 2007), además de que participó en todas las ediciones del mundial y ya fue subcampeón mundial en 2007, mientras que Argentina solo participó 4 veces del mundial y nunca pudo superar la fase de grupos.

## Uniforme

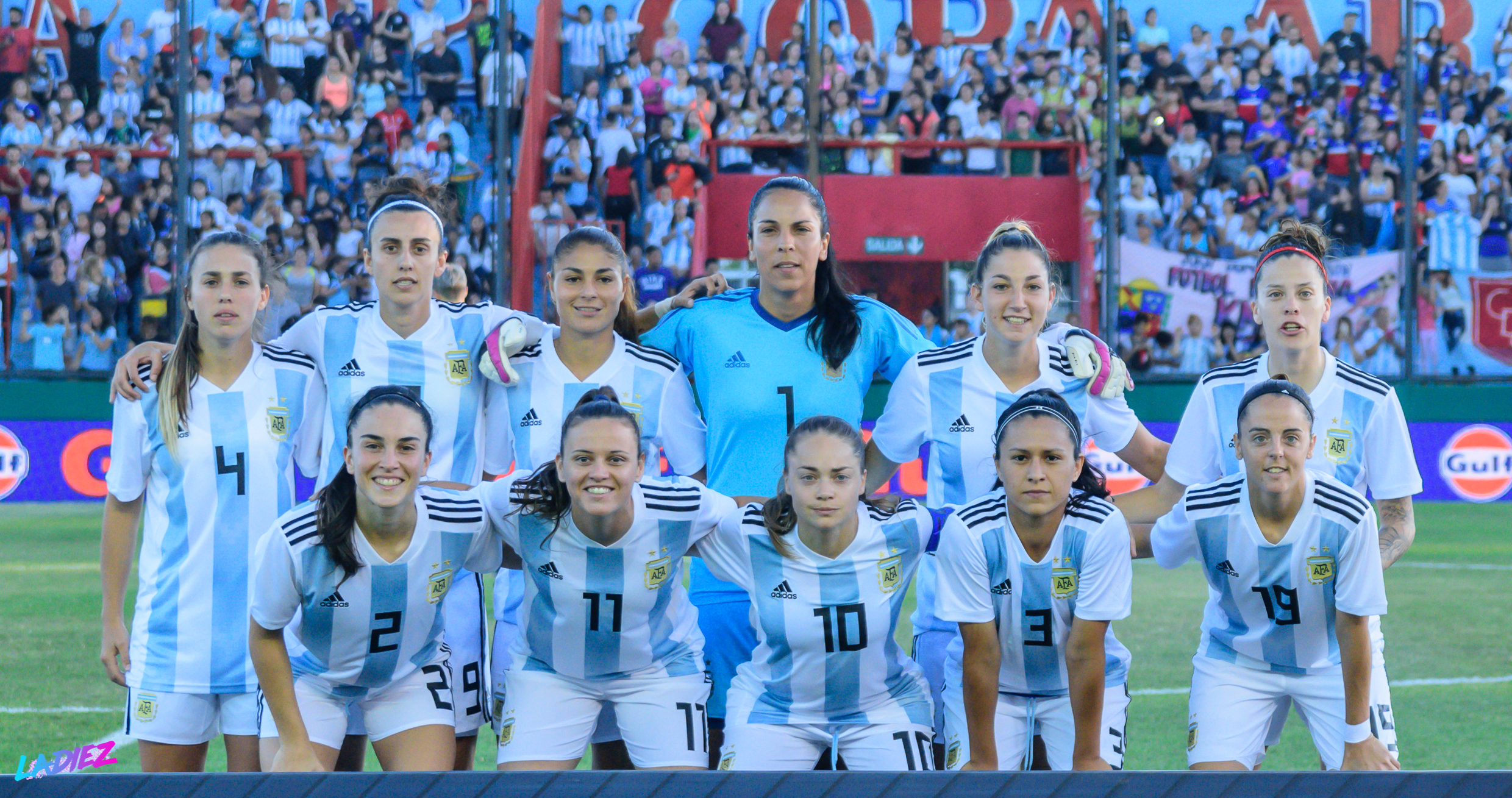
La selección en un partido clasificatorio para el Mundial de Francia en noviembre de 2018.

El uniforme oficial de la Selección Argentina se compone de una camiseta de franjas blancas y azul claro (de allí el apodo que recibe la selección: La Albiceleste), pantalón negro y medias blancas. 
El uniforme oficial alternativo se compone de camiseta y medias azul marino y pantalones blancos. 
Actualmente, la marca de su uniforme es Adidas.
| Primera equipación | (Ver evolución) | Equipación actual |

## Historial de encuentros

### Primer partido oficial
El primer partido oficial de la selección femenina de Argentina fue disputado el 3 de diciembre de 1993 contra su similar de Chile, el encuentro fue jugado en el Estadio Santa Laura de la ciudad de Santiago de Chile en marco de un partido amistoso. Argentina derrotó 3:2 a la selección Chilena. Los goles fueron anotados por Liliana Baca, Gabriela Iacobellis y Silvia Meggers.
| 1. Copa Trasandina Partido amistoso; 3 de diciembre de 1993 | Chile                 | 2:3     | Argentina                              | Estadio Santa Laura, Santiago (Chile) |  |
|                                                             | - Cruz ?' - Flores ?' | Reporte | - Baca ?' - Iacobellis ?' - Meggers ?' |                                       |  |

### Últimos partidos y próximos encuentros
- Partidos oficiales de la selección Argentina en los últimos 12 meses y los próximos encuentros.

     Victoria      Empate      Derrota      Próximo
 Actualizado al último partido jugado el 28 de julio de 2025.
| N.º | Fecha                   | Estadio                            | Ciudad               | Racha | Local          | Resultado    | Visitante | Competencia                       | Ref. |
| 198 | 30 de octubre de 2024   | Lynn Family Stadium                | Louisville           | No    | Estados Unidos | 3:0          | Argentina | Partido amistoso                  |      |
| 199 | 30 de noviembre de 2024 | Beyond Bancard Field               | Davie                |       | Argentina      | 1:1 (5:4 p.) | Colombia  | Partido amistoso                  |      |
| 200 | 22 de febrero de 2025   | Estadio Bicentenario de La Florida | La Florida           | Sí    | Chile          | 0:3          | Argentina | Partido amistoso                  |      |
| 201 | 25 de febrero de 2025   | Predio Juan Pinto Durán            | Macul                |       | Chile          | 0:0          | Argentina | Partido amistoso                  |      |
| 202 | 4 de abril de 2025      | Estadio BC Place                   | Vancouver            | No    | Canadá         | 3:0          | Argentina | Partido amistoso                  |      |
| 203 | 8 de abril de 2025      | Estadio Starlight                  | Langford             | Sí    | Canadá         | 0:1          | Argentina | Partido amistoso                  |      |
| 204 | 30 de mayo de 2025      | Marvel Stadium                     | Melbourne            | No    | Australia      | 2:0          | Argentina | Partido amistoso                  |      |
| 205 | 2 de junio de 2025      | GIO Stadium Canberra               | Canberra             | No    | Australia      | 4:1          | Argentina | Partido amistoso                  |      |
| 206 | 15 de julio de 2025     | Estadio Banco Guayaquil            | Quito                | Sí    | Uruguay        | 0:1          | Argentina | Copa América 2025                 |      |
| 207 | 18 de julio de 2025     | Estadio Banco Guayaquil            | Quito                | Sí    | Argentina      | 2:1          | Chile     | Copa América 2025                 |      |
| 208 | 21 de julio de 2025     | Estadio Banco Guayaquil            | Quito                | Sí    | Argentina      | 1:0          | Perú      | Copa América 2025                 |      |
| 209 | 24 de julio de 2025     | Estadio Banco Guayaquil            | Quito                | Sí    | Ecuador        | 0:2          | Argentina | Copa América 2025                 |      |
| 210 | 28 de julio de 2025     | Estadio Rodrigo Paz Delgado        | Quito                |       | Argentina      | 0:0 (4:5 p.) | Colombia  | Copa América 2025                 |      |
| 211 | 1 de agosto de 2025     | Estadio Rodrigo Paz Delgado        | Quito                |       | Argentina      | 2:2 (5:4 p.) | Uruguay   | Copa América 2025                 |      |
| 212 | 24 de octubre de 2025   | Por definirse                      | Bandera de Argentina |       | Argentina      | :            | Paraguay  | Liga de Naciones Conmebol 2025-26 |      |
| 213 | 28 de octubre de 2025   | Por definirse                      | Montevideo           |       | Uruguay        | :            | Argentina | Liga de Naciones Conmebol 2025-26 |      |
| 214 | 2 de diciembre de 2025  | Por definirse                      | Bandera de Argentina |       | Argentina      | :            | Bolivia   | Liga de Naciones Conmebol 2025-26 |      |

## Jugadoras

### Última convocatoria
- Las siguientes 23 jugadoras fueron convocadas para la Copa América 2025.[14]

| No. | Pos.           | Nombre               | Fecha de nacimiento (edad)         | PJ | G  | Club                 |
| --- | -------------- | -------------------- | ---------------------------------- | -- | -- | -------------------- |
| 1   | Guardameta     | Solana Pereyra       | 5 de abril de 1999 (26 años)       | 24 | 0  | San Lorenzo          |
| 12  | Guardameta     | Renata Masciarelli   | 23 de enero de 1997 (28 años)      | 1  | 0  | Fundación Albacete   |
| 23  | Guardameta     | Abigail Chaves       | 11 de julio de 1997 (28 años)      | 2  | 0  | Universidad de Chile |
| 2   | Defensa        | Adriana Sachs        | 25 de diciembre de 1993 (31 años)  | 46 | 0  | Racing               |
| 3   | Defensa        | Eliana Stabile       | 26 de noviembre de 1993 (31 años)  | 77 | 6  | Boca Juniors         |
| 4   | Defensa        | Catalina Roggerone   | 3 de abril de 2003 (22 años)       | 17 | 0  | CSUB Roadrunners     |
| 6   | Defensa        | Aldana Cometti       | 3 de marzo de 1996 (29 años)       | 98 | 9  | Madrid CFF           |
| 13  | Defensa        | Sophia Braun         | 26 de enero de 2000 (25 años)      | 47 | 2  | Spokane Zephyr FC    |
| 14  | Defensa        | Milagros Martín      | 26 de abril de 2007 (18 años)      | 19 | 0  | CD Tenerife          |
| 20  | Defensa        | Virginia Gómez       | 26 de febrero de 1991 (34 años)    | 12 | 0  | San Lorenzo          |
| 5   | Centrocampista | Vanina Preininger    | 26 de septiembre de 1996 (28 años) | 22 | 0  | San Lorenzo          |
| 7   | Centrocampista | Margarita Giménez    | 1 de noviembre de 2004 (20 años)   | 8  | 0  | Ferro                |
| 8   | Centrocampista | Daiana Falfán        | 14 de octubre de 2000 (24 años)    | 51 | 1  | Dux Logroño          |
| 10  | Centrocampista | Maricel Pereyra      | 11 de mayo de 2002 (23 años)       | 30 | 4  | San Lorenzo          |
| 15  | Centrocampista | Florencia Bonsegundo | 14 de julio de 1993 (32 años)      | 73 | 22 | Sporting de Portugal |
| 16  | Centrocampista | Sofía Domínguez      | 16 de diciembre de 2005 (19 años)  | 18 | 0  | FC Basel             |
| 22  | Centrocampista | Betina Soriano       | 1 de marzo de 1994 (31 años)       | 7  | 0  | Belgrano             |
| 9   | Delantero      | Kishi Núñez          | 17 de mayo de 2006 (19 años)       | 15 | 3  | Boca Juniors         |
| 11  | Delantero      | Yamila Rodríguez     | 24 de enero de 1998 (27 años)      | 62 | 14 | Grêmio               |
| 17  | Delantero      | Francisca Altgelt    | 11 de mayo de 2006 (19 años)       | 6  | 0  | River Plate          |
| 18  | Delantero      | Carolina Troncoso    | 28 de febrero de 1991 (34 años)    | 12 | 0  | Boca Juniors         |
| 19  | Delantero      | Agostina Holzheier   | 30 de septiembre de 2003 (21 años) | 16 | 1  | Racing               |
| 21  | Delantero      | Paulina Gramaglia    | 21 de marzo de 2003 (22 años)      | 22 | 0  | Red Bull Bragantino  |

 Datos actualizados al último partido jugado el 1 de agosto de 2025 contra  Uruguay.
| Cuerpo técnico                                         | Cuerpo técnico                |
| ------------------------------------------------------ | ----------------------------- |
| Entrenador: Germán Portanova                           | Asistente: Sebastián Gómez    |
| Preparadores físicos: Franco Caponetto – Osvaldo Conte |                               |
| Entrenador de arqueros: Carlos Canuhe                  | Videoanalista: Nicolás Valado |

### Recién convocadas
- Jugadoras convocadas en los últimos 12 meses.

| Pos.           | Nombre                | Fecha de nacimiento (edad)        | PJ | G | Equipo            | Última convocatoria                     |
| -------------- | --------------------- | --------------------------------- | -- | - | ----------------- | --------------------------------------- |
| Guardameta     | Priscila Siben        | 3 de abril de 2007 (18 años)      | 0  | 0 | Boca Juniors      | Copa América 2025 PRE                   |
| Guardameta     | Lara Esponda          | 8 de noviembre de 2005 (19 años)  | 0  | 0 | River Plate       | 25 de febrero de 2025 v. Chile          |
| Defensa        | Carolina Ceniza       | 12 de agosto de 2007 (17 años)    | 0  | 0 | River Plate       | Copa América 2025 PRE                   |
| Defensa        | Serena Rodríguez      | 26 de diciembre de 2005 (19 años) | 0  | 0 | Racing            | Copa América 2025 PRE                   |
| Defensa        | Milagros Vargas       | 6 de julio de 2000 (25 años)      | 1  | 0 | Belgrano          | 2 de junio de 2025 v. Australia         |
| Defensa        | Anela Nigito          | 22 de junio de 2004 (21 años)     | 1  | 0 | CSUB Roadrunners  | 30 de octubre de 2024 v. Estados Unidos |
| Defensa        | Marina Delgado        | 12 de junio de 1995 (30 años)     | 11 | 0 | Newell's          | 30 de octubre de 2024 v. Estados Unidos |
| Centrocampista | Juana Fonseca         | 16 de mayo de 2004 (21 años)      | 0  | 0 | San Lorenzo       | Copa América 2025 PRE                   |
| Centrocampista | Agustina Vargas       | 27 de diciembre de 2001 (23 años) | 3  | 0 | Newell's          | Copa América 2025 PRE                   |
| Centrocampista | Dalila Ippolito       | 24 de abril de 2002 (23 años)     | 33 | 1 | Grasshopper       | 8 de abril de 2025 v. Canadá            |
| Centrocampista | Crisely Pavón         | 17 de enero de 2001 (24 años)     | 1  | 0 | Belgrano          | 8 de abril de 2025 v. Canadá            |
| Centrocampista | Chiara Singarella     | 5 de diciembre de 2003 (21 años)  | 13 | 1 | Purdue University | 25 de febrero de 2025 v. Chile          |
| Delantero      | Verónica Acuña        | 12 de febrero de 2004 (21 años)   | 0  | 0 | Banfield          | Copa América 2025 PRE                   |
| Delantero      | Nina Nicosia          | 2 de febrero de 2003 (22 años)    | 1  | 0 | Pachuca           | Copa América 2025 PRE                   |
| Delantero      | Romina Núñez          | 1 de enero de 1994 (31 años)      | 46 | 1 | Belgrano          | 2 de junio de 2025 v. Australia         |
| Delantero      | Marianela Szymanowski | 31 de julio de 1990 (35 años)     | 7  | 0 | Standard de Liège | 30 de octubre de 2024 v. Estados Unidos |
| Delantero      | Celeste Dos Santos    | 4 de noviembre de 2003 (21 años)  | 7  | 2 | Boca Juniors      | 30 de octubre de 2024 v. Estados Unidos |

Leyenda: 
 Lesionada 

PRE Convocatoria Preliminar 

RET Retirada

### Capitanas
- Betty García* (1971)[16]
- Angélica Cardozo* (1971)[17]
*García y Cardozo, fueron las capitanas no oficiales de Argentina en la Copa Mundial 1971.
- Gladys Liliana Rodríguez (1993)[18]
- Marisa Gerez (2003–?)[19]
- Eva González (2006–2010)
- Fabiana Vallejos (2014)
- Florencia Bonsegundo (2017–2018)
- Ruth Bravo (2018)
- Estefanía Banini (2018–2019)
- Vanina Correa (2019; 2021–2023; 2024)
- Vanesa Santana (2021)
- Miriam Mayorga (2024)
- Aldana Cometti (2024–Act.)

## Entrenadores

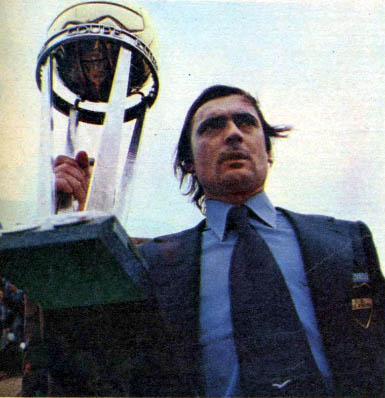
Rubén Suñé, primer entrenador oficial de la selección Argentina

Actualizado al último partido jugado el 1 de agosto de 2025.
| N.º | Años      | Entrenador/es                   | PJ | PG | PE | PP | GF  | GC  | DF  | PEF     |
| --- | --------- | ------------------------------- | -- | -- | -- | -- | --- | --- | --- | ------- |
|     | 1971      | Sin entrenador                  | 2  | 1  | 0  | 1  | 4   | 5   | -1  | 50,00%  |
| *   | 1971      | Norberto Rozas                  | 4  | 1  | 1  | 2  | 5   | 11  | -6  | 33,33%  |
| 1   | 1993–1994 | Rubén Suñé                      | 1  | 1  | 0  | 0  | 3   | 2   | +1  | 100,00% |
| 2   | 1995      | Rubén Torres                    | 7  | 3  | 0  | 4  | 19  | 22  | -3  | 42,86%  |
| 3   | 1997–1998 | Raúl Rodríguez Seoane           | 9  | 7  | 1  | 1  | 29  | 11  | +18 | 81,48%  |
| 4   | 1998–2012 | Carlos Borrello                 | 82 | 36 | 9  | 37 | 159 | 136 | +23 | 47,56%  |
| 5   | 2013–2014 | Luis Nicosia & Ezequiel Nicosia | 12 | 6  | 2  | 4  | 19  | 13  | +6  | 55,56%  |
| 6   | 2014–2015 | Julio Olarticoechea             | 7  | 0  | 2  | 5  | 3   | 24  | -21 | 9,52%   |
| –   | 2017–2021 | Carlos Borrello                 | 38 | 15 | 9  | 14 | 54  | 63  | -9  | 47,37%  |
| 7   | 2021–Act. | Germán Portanova                | 55 | 20 | 14 | 21 | 66  | 85  | -19 | 44,85%  |

*Entrenador no oficial de Argentina en la Copa Mundial 1971.

## Estadísticas

### Copa Mundial
| Edición    | Mejor resultado   | Pos.          | PJ            | PG            | PE            | PP            | GF            | GC            | Dif.          | Goleadora                                                |
| ---------- | ----------------- | ------------- | ------------- | ------------- | ------------- | ------------- | ------------- | ------------- | ------------- | -------------------------------------------------------- |
| 1991       | No participó      | No participó  | No participó  | No participó  | No participó  | No participó  | No participó  | No participó  | No participó  | No participó                                             |
| 1995       | No clasificó      | No clasificó  | No clasificó  | No clasificó  | No clasificó  | No clasificó  | No clasificó  | No clasificó  | No clasificó  | No clasificó                                             |
| 1999       | No clasificó      | No clasificó  | No clasificó  | No clasificó  | No clasificó  | No clasificó  | No clasificó  | No clasificó  | No clasificó  | No clasificó                                             |
| 2003       | Fase de grupos    | 16.º          | 3             | 0             | 0             | 3             | 1             | 15            | -14           | Yanina Gaitán: 1                                         |
| 2007       | Fase de grupos    | 16.º          | 3             | 0             | 0             | 3             | 1             | 18            | -17           | Eva Nadia González: 1                                    |
| 2011       | No clasificó      | No clasificó  | No clasificó  | No clasificó  | No clasificó  | No clasificó  | No clasificó  | No clasificó  | No clasificó  | No clasificó                                             |
| 2015       | No clasificó      | No clasificó  | No clasificó  | No clasificó  | No clasificó  | No clasificó  | No clasificó  | No clasificó  | No clasificó  | No clasificó                                             |
| 2019       | Fase de grupos    | 18.°          | 3             | 0             | 2             | 1             | 3             | 4             | -1            | Menéndez y Bonsegundo: 1                                 |
| 2023       | Fase de grupos    | 27.°          | 3             | 0             | 1             | 2             | 2             | 5             | -3            | Braun y Núñez: 1                                         |
| 2027       | Por definirse     | Por definirse | Por definirse | Por definirse | Por definirse | Por definirse | Por definirse | Por definirse | Por definirse | Por definirse                                            |
| Total: 4/9 | Fase de grupos: 4 | 32.º          | 12            | 0             | 3             | 9             | 7             | 42            | -35           | Gaitán, González, Menéndez, Bonsegundo, Braun y Núñez: 1 |

### Copa América
| Edición     | Mejor resultado | Pos.         | PJ           | PG           | PE           | PP           | GF           | GC           | Dif.         | Goleadora                |
| ----------- | --------------- | ------------ | ------------ | ------------ | ------------ | ------------ | ------------ | ------------ | ------------ | ------------------------ |
| 1991        | No participó    | No participó | No participó | No participó | No participó | No participó | No participó | No participó | No participó | No participó             |
| 1995        | Subcampeón      | 2.º          | 5            | 3            | 0            | 2            | 18           | 11           | +7           | Fabiana Ochotorena: 7    |
| 1998        | Subcampeón      | 2.º          | 6            | 4            | 1            | 1            | 18           | 9            | +9           | Morales y Villanueva: 3  |
| 2003        | Subcampeón      | 2.º          | 5            | 3            | 1            | 1            | 17           | 6            | +11          | Marisol Medina: 7        |
| 2006        | Campeón         | 1.º          | 7            | 6            | 1            | 0            | 21           | 1            | +20          | María Belén Potassa: 4   |
| 2010        | Cuarto lugar    | 4.º          | 7            | 3            | 1            | 3            | 7            | 7            | 0            | Ojeda y Pereyra: 2       |
| 2014        | Cuarto lugar    | 4.º          | 7            | 3            | 1            | 3            | 11           | 10           | +1           | Mariana Larroquette: 3   |
| 2018        | Tercer lugar    | 3.°          | 7            | 4            | 0            | 3            | 15           | 14           | +1           | Soledad Jaimes: 5        |
| 2022        | Tercer lugar    | 3.°          | 6            | 4            | 0            | 2            | 13           | 6            | +7           | Yamila Rodríguez: 6      |
| 2025        | Tercer lugar    | 3.º          | 6            | 4            | 2            | 0            | 8            | 3            | +5           | Florencia Bonsegundo: 3  |
| Total: 9/10 | Campeón: 1      | 2.º          | 56           | 34           | 7            | 15           | 128          | 67           | +61          | Florencia Bonsegundo: 11 |

### Juegos Olímpicos
| Edición    | Mejor resultado   | Pos.          | PJ            | PG            | PE            | PP            | GF            | GC            | Dif.          | Goleadora           |
| ---------- | ----------------- | ------------- | ------------- | ------------- | ------------- | ------------- | ------------- | ------------- | ------------- | ------------------- |
| 1996       | No clasificó      | No clasificó  | No clasificó  | No clasificó  | No clasificó  | No clasificó  | No clasificó  | No clasificó  | No clasificó  | No clasificó        |
| 2000       | No clasificó      | No clasificó  | No clasificó  | No clasificó  | No clasificó  | No clasificó  | No clasificó  | No clasificó  | No clasificó  | No clasificó        |
| 2004       | No clasificó      | No clasificó  | No clasificó  | No clasificó  | No clasificó  | No clasificó  | No clasificó  | No clasificó  | No clasificó  | No clasificó        |
| 2008       | Fase de grupos    | 11.º          | 3             | 0             | 0             | 3             | 1             | 5             | -4            | Ludmila Manicler: 1 |
| 2012       | No clasificó      | No clasificó  | No clasificó  | No clasificó  | No clasificó  | No clasificó  | No clasificó  | No clasificó  | No clasificó  | No clasificó        |
| 2016       | No clasificó      | No clasificó  | No clasificó  | No clasificó  | No clasificó  | No clasificó  | No clasificó  | No clasificó  | No clasificó  | No clasificó        |
| 2020       | No clasificó      | No clasificó  | No clasificó  | No clasificó  | No clasificó  | No clasificó  | No clasificó  | No clasificó  | No clasificó  | No clasificó        |
| 2024       | No clasificó      | No clasificó  | No clasificó  | No clasificó  | No clasificó  | No clasificó  | No clasificó  | No clasificó  | No clasificó  | No clasificó        |
| 2028       | Por definirse     | Por definirse | Por definirse | Por definirse | Por definirse | Por definirse | Por definirse | Por definirse | Por definirse | Por definirse       |
| 2032       | Por definirse     | Por definirse | Por definirse | Por definirse | Por definirse | Por definirse | Por definirse | Por definirse | Por definirse | Por definirse       |
| Total: 1/9 | Fase de grupos: 1 | 11.º          | 3             | 0             | 0             | 3             | 1             | 5             | -4            | Ludmila Manicler: 1 |

### Juegos Panamericanos
| Edición    | Mejor resultado | Pos.         | PJ           | PG           | PE           | PP           | GF           | GC           | Dif.         | Goleadora                            |
| ---------- | --------------- | ------------ | ------------ | ------------ | ------------ | ------------ | ------------ | ------------ | ------------ | ------------------------------------ |
| 1999       | No participó    | No participó | No participó | No participó | No participó | No participó | No participó | No participó | No participó | No participó                         |
| 2003       | Cuarto lugar    | 4.º          | 4            | 1            | 0            | 3            | 7            | 11           | -4           | Analía Almeida: 4                    |
| 2007       | Primera fase    | 5.º          | 4            | 3            | 0            | 1            | 8            | 5            | +3           | Gómez y Ojeda: 2                     |
| 2011       | Fase de grupos  | 7.º          | 3            | 0            | 1            | 2            | 3            | 6            | -3           | Pereyra y Vallejos: 1                |
| 2015       | Fase de grupos  | 8.º          | 3            | 0            | 1            | 2            | 3            | 7            | -4           | Larroquette, Potassa y Bonsegundo: 1 |
| 2019       | Subcampeón      | 2.º          | 5            | 3            | 2            | 0            | 8            | 1            | +7           | Mariana Larroquette: 1               |
| 2023       | Cuarto lugar    | 4.º          | 5            | 1            | 1            | 3            | 3            | 8            | -5           | Cometti, Stábile y Cruz: 1           |
| 2027       | Clasificada     | Clasificada  | Clasificada  | Clasificada  | Clasificada  | Clasificada  | Clasificada  | Clasificada  | Clasificada  | Clasificada                          |
| Total: 7/8 | Subcampeón: 1   | 6.º          | 24           | 8            | 5            | 11           | 32           | 38           | -6           | Mariana Larroquette: 5               |

### Copa Oro
| Edición    | Mejor resultado     | Pos.          | PJ            | PG            | PE            | PP            | GF            | GC            | Dif.          | Goleadora             |
| ---------- | ------------------- | ------------- | ------------- | ------------- | ------------- | ------------- | ------------- | ------------- | ------------- | --------------------- |
| 2024       | Cuartos de final    | 7.º           | 4             | 1             | 1             | 2             | 4             | 9             | -5            | Celeste Dos Santos: 2 |
| 2029       | Por definirse       | Por definirse | Por definirse | Por definirse | Por definirse | Por definirse | Por definirse | Por definirse | Por definirse | Por definirse         |
| Total: 1/1 | Cuartos de final: 1 | 7.º           | 4             | 1             | 1             | 2             | 4             | 9             | -5            | Celeste Dos Santos: 2 |

### Juegos Suramericanos
| Edición     | Mejor resultado              | Pos.                         | PJ                           | PG                           | PE                           | PP                           | GF                           | GC                           | Dif.                         | Goleadora                    |
| ----------- | ---------------------------- | ---------------------------- | ---------------------------- | ---------------------------- | ---------------------------- | ---------------------------- | ---------------------------- | ---------------------------- | ---------------------------- | ---------------------------- |
| 2014        | Campeón                      | 1.º                          | 4                            | 2                            | 1                            | 1                            | 6                            | 2                            | +4                           | Estefanía Banini: 3          |
| 2018 - Act. | Torneo de selecciones sub-20 | Torneo de selecciones sub-20 | Torneo de selecciones sub-20 | Torneo de selecciones sub-20 | Torneo de selecciones sub-20 | Torneo de selecciones sub-20 | Torneo de selecciones sub-20 | Torneo de selecciones sub-20 | Torneo de selecciones sub-20 | Torneo de selecciones sub-20 |
| Total: 1/1  | Campeón: 1                   | 1.º                          | 4                            | 2                            | 1                            | 1                            | 6                            | 2                            | +4                           | Estefanía Banini: 3          |

## Clasificación FIFA
| Institución | Ranking actual | Ranking actual | Ranking actual | Ranking actual      | Mejor ranking | Mejor ranking | Mejor ranking | Mejor ranking           | Peor ranking | Peor ranking | Peor ranking | Peor ranking        | {\displaystyle {\overline {X}}} |
| Institución | Posición       | V              | Puntaje        | Fecha               | Posición      | V             | Puntaje       | Fecha                   | Posición     | V            | Puntaje      | Fecha               | {\displaystyle {\overline {X}}} |
| ----------- | -------------- | -------------- | -------------- | ------------------- | ------------- | ------------- | ------------- | ----------------------- | ------------ | ------------ | ------------ | ------------------- | ------------------------------- |
| FIFA        | 30.º           | 2              | 1675           | 7 de agosto de 2025 | 27.º          | 2             | 1658          | 18 de diciembre de 2009 | 38.º         | 3            | 1604         | 15 de marzo de 2004 | 33.º                            |

| Año/Mes                                                                                   | Ene. | Feb. | Mar.        | Abr.        | May.        | Jun.        | Jul.        | Ago.        | Sep.        | Oct.        | Nov.        | Dic.        |
| ----------------------------------------------------------------------------------------- | ---- | ---- | ----------- | ----------- | ----------- | ----------- | ----------- | ----------- | ----------- | ----------- | ----------- | ----------- |
| 2003                                                                                      |      |      |             |             |             |             | 35.º (1624) | 35.º (1620) |             | 38.º (1604) |             | 38.º (1604) |
| 2004                                                                                      |      |      | 38.º (1604) |             |             | 37.º (1604) |             | 37.º (1604) |             |             |             | 37.º (1604) |
| 2005                                                                                      |      |      | 37.º (1604) |             |             | 37.º (1604) |             |             | 37.º (1604) |             |             | 36.º (1604) |
| 2006                                                                                      |      |      | 37.º (1604) |             | 36.º (1604) |             |             |             | 36.º (1604) |             |             | 31.º (1648) |
| 2007                                                                                      |      |      | 32.º (1647) |             |             | 29.º (1659) |             |             |             | 28.º (1658) |             | 29.º (1658) |
| 2008                                                                                      |      |      | 29.º (1658) |             |             | 27.º (1658) |             |             | 28.º (1654) |             |             | 28.º (1654) |
| 2009                                                                                      |      |      | 28.º (1654) |             |             | 28.º (1654) |             |             | 27.º (1654) |             |             | 27.º (1654) |
| 2010                                                                                      |      |      | 28.º (1649) |             | 29.º (1649) |             |             | 28.º (1649) |             |             | 28.º (1644) |             |
| 2011                                                                                      |      |      | 33.º (1610) |             |             |             | 34.º (1616) |             | 35.º (1613) |             |             | 35.º (1609) |
| 2012                                                                                      |      |      | 34.º (1609) |             |             | 34.º (1609) |             | 33.º (1609) |             |             |             | 36.º (1609) |
| 2013                                                                                      |      |      | 36.º (1609) |             |             | In. (1609)  |             | In. (1609)  |             |             |             | In. (1609)  |
| 2014                                                                                      |      |      | 35.º (1614) |             |             | 35.º (1620) |             |             | 37.º (1605) |             |             | 36.º (1617) |
| 2015                                                                                      |      |      | 36.º (1621) |             |             |             | 36.º (1621) |             | 35.º (1621) |             |             | 35.º (1621) |
| 2016                                                                                      |      |      | 34.º (1621) |             |             | In. (1621)  |             | In. (1621)  |             |             |             | In. (1621)  |
| 2017                                                                                      |      |      | In. (1621)  |             |             | In. (1621)  |             |             | In. (1621)  |             |             | 36.º (1617) |
| 2018                                                                                      |      |      | 37.º (1615) |             |             | 35.º (1633) |             |             | 37.º (1633) |             |             | 36.º (1631) |
| 2019                                                                                      |      |      | 37.º (1626) |             |             |             | 34.º (1664) |             | 35.º (1656) |             |             | 34.º (1659) |
| 2020                                                                                      |      |      | 37.º (1640) |             |             | 37.º (1640) |             | 37.º (1640) |             |             |             | 36.º (1628) |
| 2021                                                                                      |      |      |             | 35.º (1652) |             | 35.º (1652) |             | 35.º (1652) |             |             |             | 34.º (1640) |
| 2022                                                                                      |      |      | 35.º (1646) |             |             | 35.º (1641) |             | 31.º (1660) |             | 29.º (1660) |             | 29.º (1659) |
| 2023                                                                                      |      |      | 28.º (1682) |             |             | 28.º (1682) |             | 31.º (1659) |             |             |             | 31.º (1658) |
| 2024                                                                                      |      |      | 33.º (1649) |             |             | 33.º (1649) |             | 33.º (1649) |             |             |             | 33.º (1653) |
| 2025                                                                                      |      |      | 33.º (1660) |             |             | 32.º (1668) |             | 30.º (1675) |             |             |             |             |
| Posición promedio desde la creación de la Clasificación mundial de la FIFA: 33.ª posición |      |      |             |             |             |             |             |             |             |             |             |             |

Colores:      1.er puesto.      2.o puesto.      3.er puesto.     Top 5.      Mejor posición.      Peor posición.      Inactivo por más de 18 meses y por eso fuera de la clasificación.
Fuente: Ranking FIFA

## Palmarés

### Absoluta
| Competición          | Títulos   | Subcampeonatos        | Tercer lugar          | Cuarto lugar    |
| -------------------- | --------- | --------------------- | --------------------- | --------------- |
| Copa Mundial         | —         | —                     | —                     | —               |
| Copa América         | 1 (2006)  | 3 (1995, 1998 y 2003) | 3 (2018, 2022 y 2025) | 2 (2010 y 2014) |
| Juegos Suramericanos | 1 (2014)  | —                     | —                     | —               |
| Juegos Panamericanos | —         | 1 (2019)              | —                     | 2 (2003 y 2023) |
| Total                | 2 títulos | 4                     | 2                     | 4               |